# 妻崎駅
妻崎駅（つまざきえき）は、山口県宇部市大字東須恵字浜田にある、西日本旅客鉄道（JR西日本）小野田線の駅。

## 歴史
- 1929年（昭和4年）5月16日：宇部電気鉄道が、沖ノ山旧鉱駅（後の宇部港駅） - 居能停留場 - 雀田停留場 - 新沖山駅間で開業した際に設置[2]。
- 1941年（昭和16年）11月29日：宇部電気鉄道が宇部鉄道に合併し、同社の駅となる[3]。
- 1943年（昭和18年）5月1日：宇部鉄道国有化[2]。国有鉄道宇部西線の駅となる。
- 1948年（昭和23年）2月1日：宇部西線が小野田線に改称され[3]、当駅もその所属となる。
- 1955年（昭和30年）12月1日：貨物取扱廃止[2]。
- 1983年（昭和58年）3月8日：荷物扱い廃止[4]。無人駅化[5]（簡易委託駅化）。
- 1987年（昭和62年）4月1日：国鉄分割民営化に伴い、西日本旅客鉄道（JR西日本）が継承[2]。

## 駅構造
島式ホーム1面2線で行違い設備を有する地上駅。駅舎があるが無人駅となっている。上り線北側雀田寄りに駅舎があり、ホームへは構内踏切で連絡している。

### のりば
| のりば | 路線      | 方向 | 行先               |
| ------ | --------- | ---- | ------------------ |
| 1      | ■小野田線 | 下り | 雀田・長門本山方面 |
| 2      | ■小野田線 | 上り | 居能・宇部新川方面 |

※のりば番号は自動放送のみで呼称されている。駅舎側が2番のりばである。

## 利用状況
1日の平均乗車人員は以下の通りである。
| 乗車人員推移 | 乗車人員推移 |
| 年度         | 1日平均人数  |
| ------------ | ------------ |
| 1999         | 106          |
| 2000         | 95           |
| 2001         | 93           |
| 2002         | 69           |
| 2003         | 60           |
| 2004         | 55           |
| 2005         | 40           |
| 2006         | 41           |
| 2007         | 37           |
| 2008         | 33           |
| 2009         | 30           |
| 2010         | 33           |
| 2011         | 34           |
| 2012         | 30           |
| 2013         | 29           |
| 2014         | 22           |
| 2015         | 19           |
| 2016         | 18           |
| 2017         | 21           |
| 2018         | 25           |
| 2019         | 22           |
| 2020         | 21           |
| 2021         | 14           |
| 2022         | 16           |

## 駅周辺
- 妻崎（）郵便局
- 原ふれあいセンター
- 宇部警察署 流川交番
- ホテルルートイン宇部
- 宇部市立原保育園
- 西宝寺
- 国道190号
- 宇部市交通局「中原」停留所

## 隣の駅
西日本旅客鉄道（JR西日本）
■小野田線
居能駅 - 妻崎駅 - 長門長沢駅